# Distretto di Eskil
Il distretto di Eskil (in turco Eskil ilçesi) è uno dei distretti della provincia di Aksaray, in Turchia.